# L'origen del mal
L'origen del mal (francès: L'Origine du mal) és una pel·lícula dramàtica de thriller francesa i canadenca, dirigida per Sébastien Marnier i estrenada el 2022. La pel·lícula és protagonitzada per Laure Calamy com a Stéphane, una treballadora de conserves de peix que descobreix que és la filla biològica del ric empresari Serge Jacques Weber), i que està sent presentada a la seva família establerta malgrat que no volen acceptar-la. S'ha doblat i subtitulada al català.
El repartiment també inclou Dominique Blanc, Suzanne Clément, Doria Tillier, Naidra Ayadi, Clotilde Mollet, Céleste Brunnquell i Véronique Ruggia.
La pel·lícula es va estrenar l'1 de setembre de 2022 al 79è Festival Internacional de Cinema de Venècia, i també es va exhibir al Festival Internacional de Cinema de Toronto de 2022, abans del seu llançament comercial a l'octubre.